# Vuelta al País Vasco 1974
La XIV Vuelta al País Vasco, se disputó entre el 1 de abril y el 5 de abril de 1974, y estuvo dividida en 5 etapas para un total de 888 km.
Esta edición fue dominada de principio a fin por el equipo Kas, que se llevó todas las victorias parciales, destacando Domingo Perurena que se apuntó las cuatro primeras, así como el triunfo final, a manos del también ciclista local Miguel Mari Lasa, merced a su victoria en la última etapa con llegada y salida en San Sebastián. 

## Etapas
| Etapa              | Fecha    | Recorrido                     | km  | Vencedor de la Etapa | Líder de la general |
| ------------------ | -------- | ----------------------------- | --- | -------------------- | ------------------- |
| 1ª etapa           | 01/04/74 | Ordizia - Llodio              | 200 | Domingo Perurena     | Domingo Perurena    |
| 2ª etapa           | 02/04/74 | Llodio - Cenicero             | 180 | Domingo Perurena     | Domingo Perurena    |
| 3ª etapa           | 03/04/74 | Cenicero - Estella            | 182 | Domingo Perurena     | Domingo Perurena    |
| 4ª etapa (1º Sec.) | 04/04/74 | Irache - Fuenterrabía         | 142 | Domingo Perurena     | Domingo Perurena    |
| 4ª etapa (2º Sec.) | 04/04/74 | Fuenterrabía - San Sebastián  | 32  | Jesús Manzaneque     | Jesús Manzaneque    |
| 5ª etapa           | 05/04/74 | San Sebastián - San Sebastián | 152 | Miguel Mari Lasa     | Miguel Mari Lasa    |

## Clasificaciones
| \| 1. \| Miguel Mari Lasa \| KAS \| 26h 46' 26s \| \| 2. \| Jesús Manzaneque \| KAS \| a 18 s \| \| 3. \| Luis Ocaña \| BIC \| a 47s \| \| 4. \| Domingo Perurena \| KAS \| a 1' 12s \| \| 5. \| Andrés Oliva \| LCA \| a 1' 41a \| \| 6. \| Agustín Tamames \| MON \| a 2' 01s \| \| 7. \| Pedro Torres \| LCA \| a 2' 20s \| \| 8. \| José Manuel Fuente \| KAS \| a 2' 21s \| \| 9. \| José Antonio González Linares \| KAS \| a 2' 44s \| \| 10. \| José Luis Abilleira \| LCA \| a 2' 44s \| |                               |     |             |
| 1. | Miguel Mari Lasa              | KAS | 26h 46' 26s |
| 2. | Jesús Manzaneque              | KAS | a 18 s      |
| 3. | Luis Ocaña                    | BIC | a 47s       |
| 4. | Domingo Perurena              | KAS | a 1' 12s    |
| 5. | Andrés Oliva                  | LCA | a 1' 41a    |
| 6. | Agustín Tamames               | MON | a 2' 01s    |
| 7. | Pedro Torres                  | LCA | a 2' 20s    |
| 8. | José Manuel Fuente            | KAS | a 2' 21s    |
| 9. | José Antonio González Linares | KAS | a 2' 44s    |
| 10. | José Luis Abilleira           | LCA | a 2' 44s    |

| \| 1. \| Domingo Perurena \| KAS \| \| \| \| 2. \| \| \| \| \| \| 3. \| \| \| \| \| |                  |     |  |  |
| 1.                                                                                  | Domingo Perurena | KAS |  |  |
| 2.                                                                                  |                  |     |  |  |
| 3.                                                                                  |                  |     |  |  |

| \| 1. \| José Luis Abilleira \| LCA \| 81 puntos \| \| \| 2. \| Andrés Oliva \| LCA \| 65 puntos \| \| \| 3. \| Manuel García \| \| 44 puntos \| \| |                     |     |           |  |
| 1. | José Luis Abilleira | LCA | 81 puntos |  |
| 2. | Andrés Oliva        | LCA | 65 puntos |  |
| 3. | Manuel García       |     | 44 puntos |  |

| \| 1. \| Kas \| 107h 02' 18s \| \| \| 2. \| La Casera \| a 1' 26s \| \| \| 3. \| Coelima \| a 8' 41s \| \| \| 4. \| Monteverde \| a 13' 29s \| \| |            |              |  |
| 1. | Kas        | 107h 02' 18s |  |
| 2. | La Casera  | a 1' 26s     |  |
| 3. | Coelima    | a 8' 41s     |  |
| 4. | Monteverde | a 13' 29s    |  |